# Az aritmetika alapjai (Frege)
Az aritmetika alapjai (Die Grundlagen der Arithmetik, rövid idegen néven Grundlagen) Gottlob Frege jénai matematikus 1884-ben írt műve. A mű eredeti, teljes német címe Die Grundlagen der Arithmetik: eine logisch-mathematische Untersuchung über den Begriff der Zahl (Breslau, 1884); azaz Az aritmetika alapjai: a számfogalom logikai-matematikai vizsgálata. E mű magyarul is megjelent (ld. az irodalomjegyzéket) .
E munkájában Frege alapvetően három tudományos feladatba vág bele és végzi el ezeket gyakorlatilag teljes sikerrel:
- 1. A természetes számok megalapozásával kapcsolatosan kimutatja a matematikában, filozófiában és egyéb tudományokban addig és akkoriban elterjedt számfelfogások és számdefiníciók filozófiai és matematikai tarthatatlanságát, irrelevanciáját;
- 2. Vázolja a természetes számok egy lehetséges, matematikai logikára alapuló megalapozását és ezzel valószínűsíti egy ilyen felépítés lehetőségét, illetve vázlatosan kitér a bővebb számkörök (valós, komplex) megalapozásának problematikájára;
- 3. Ezzel pedig (amennyiben az előbbi megalapozási út helyesnek bizonyul) bizonyítja azt a filozófiai tézisét, hogy az aritmetika a logika része.

Frege szerint a számok fogalmak, mégpedig olyan fogalmak, melyek a „fogalmakat jellemzik”. Bizonyos fogalmakat „azonosítani” tudunk, egy osztályba sorolni egy bizonyos ekvivalenciareláció által. Ez az „X fogalom alá ugyanannyi tárgy esik, mint az Y fogalom alá” reláció lesz, de az „ugyanannyi” szót az önhivatkozás elkerülése végett ki kell még küszöbölni, mégpedig az ún. Hume-elv által (Hume „Az emberi természetről” c. művében írja, hogy valamiből ugyanannyi van, mint másvalamiből, ha az egyik fajtában lévő minden dologhoz pontosan egy dolog tartozik a másikból, és fordítva). tehát az egy adott szám mint fogalom alá eső „tárgyak” maguk is fogalmak. Ezt úgy mondja Frege, hogy a számok másodfokú fogalmak. Ezért van az, hogy az aritmetika törvényei bizonyára logikai törvények: minthogy nem empirikus dolgokról, hanem az ezekből logikailag képzett fogalmakról állítanak valamit. A számokra vonatkozó általános állítások ezért nem természettörvények, hanem ezeknek a törvényeknek a törvényei: eme státuszuk magyarázza, hogy alkalmazhatóak a természetre; és emiatt téveszthetőek össze könnyen az empirikus állításokkal.

## A mű története
Öt évvel a Fogalomírás megjelenése, és néhány, a fogalomírás témáját tovább boncolgató cikke után jelentette meg, Carl Stumpf tanácsára . E törekvését ha elismerés nem is, de siker mindenesetre koronázta: az Aritmetika alapjai poroszos precízséggel felépített, részletes és alapos, ugyanakkor tömör és világos nyelvezettel megfogalmazott mű, az érthető és emberarcú filozófia és matematika örök példája.
Frege valószínűleg levonta előző műve, a Fogalomírás hűvös fogadtatásának tanulságait, és megfogadta Carl Stumpf azon tanácsát, hogy a kérdéses témába vágó gondolatait és indokait fejtse ki részletesen is a nagyközönség számára érthetőbb, köznyelven írott formában, mivelhogy „ez mindkét munka fogadtatására nézve kedvezőbb lenne”.

## Tartalom
(az oldalszámozás az Áron Kiadónál megjelent kiadásra vonatkozik (ld. Irodalom).
| Fejezet vagy bekezdés száma | A fejezet címe vagy egy alfejezet hosszabb-rövidebb, egy-két mondatos összefoglalója | Oldalszám |

### Bevezetés
|      | Bevezetés (Előszó) | 11. |
|      | Bevezetés | 21. |
| 1. § | A matematikában újabban felismerhető a törekvés a bizonyítások szigorúságára és a fogalmak pontos megragadására.                                                                              |     |
| 2. § | A vizsgálatnak végső soron ki kell terjednie a számosság fogalmára. A bizonyítás célja. |     |
| 3. § | Az ilyen vizsgálódás filozófiai indítékai: azon vitás kérdések, hogy a számok törvényei vajon analitikus vagy szintetikus igazságok, a prioriak vagy a posterioriak-e. E kifejezések értelme. |     |
| 4. § | Könyvünk feladata |     |

### I. fejezet
| I. f. | Néhány szerző véleménye az aritmetikai tételek természetéről | 25 |
|       | Bizonyíthatóak-e a számformulák? | 25 |
| 5. §  | Kant tagadja ezt; nézetét Hankel joggal nevezi paradoxnak. |    |
| 6. §  | Leibniz bizonyítása arra, hogy 2+2=4, tartalmaz egy hézagot. Grassmann definíciója a+b-re hibás. |    |
| 7. §  | Mill nézete, miszerint az egyes számok definíciói megfigyelt tényeket állapítanak meg, megalapozatlan. |    |
| 8. §  | Ezeknek a definícióknak a jogosságához nem szükséges a szóban forgó tények megfigyelése |    |
|       | Induktív igazságok-e az aritmetika törvényei? | 31 |
| 9. §  | Mill természettörvénye. Amikor Mill aritmetikai igazságokat természettörvénynek nevez, összetéveszti ezeket alkalmazásaikkal. |    |
| 10. § | Indokok azzal szemben, hogy az összeadás törvényei induktív igazságok: a számok nem egyformák; nem áll, hogy már a definíció által birtokunkban van a számok közös tulajdonságainak egy csoportja; valószínűleg megfordítva, az indukciót kell az aritmetikára alapozni. |    |
| 11. § | A leibnizi „velünk született” |    |
|       | Az aritmetika törvényei szintetikus a prioriak-e, vagy pedig analitikusak? | 36 |
| 12. § | Kant. Baumann. Lipschitz. Hankel. A belső szemlélet, mint megismerési alap. |    |
| 13. § | Az aritmetika és a geometria különbözősége. |    |
| 14. § | Az igazságok összehasonlítása az általuk kormányzott terület szempontjából. |    |
| 15. § | Leibniz és St. Jevons nézetei. |    |
| 16. § | Hogyan becsüli le ezzel szemben Mill „a nyelv ügyes kezelését”. A jelek azért még nem üresek, mert semmi észlelhetőt nem jelentenek. |    |
| 17. § | Az indukció elégtelensége. Feltételezzük, hogy a számok törvényei analitikus ítéletek; miben áll akkor a hasznuk. Az analitikus ítéletek értékéről |    |

### II. fejezet
| II. f. | Néhány szerző véleménye a számosság fogalmáról | 43 |
| 18. §  | A számosság általános fogalma vizsgálatának szükségessége. |    |
| 19. §  | A definíció nem lehet geometriai. |    |
| 20. §  | Definiálható-e a szám? Hankel. Leibniz |    |
|        | Külső dolgok tulajdonsága-e a számosság? | 45 |
| 21. §  | M. Cantor és E. Schröder véleménye. |    |
| 22. §  | Ezzel szemben Baumann: a külső dolgok nem képeznek szigorú egységeket. A számosság látszólag a mi felfogásunktól függ.                                              |    |
| 23. §  | Mill véleménye, mely szerint a szám dolgok aggregátumainak a tulajdonsága, tarthatatlan.                                                                            |    |
| 24. §  | A szám átfogó alkalmazhatósága. Mill. Locke. Leibniz testetlen metafizikai alakzata. Ha a szám valami érzéki volna, nem lehetne nem érzéki dolgoknak tulajdonítani. |    |
| 25. §  | Mill fizikai különbségtétele 2 és 3 között. Berkeley szerint a szám nincs reálisan a dolgokban, hanem a szellem alkotja azt.                                        |    |
|        | A szám valami szubjektív-e? | 50 |
| 26. §  | Lipschitz leírása a számok képzéséről nem találó és nem helyettesítheti a fogalmi meghatározást. A szám nem a pszichológia tárgya, hanem valami objektív.           |    |
| 27. §  | A szám nem az, aminek Schloemilch véli: egy objektum valamely sorozaton belüli helyének a képzete                                                                   |    |
|        | A számosság, mint halmaz | 54 |
| 28. §  | Thomae névadása |    |

### III. fejezet
| III. f. | Vélemények az egységről és az egyről | 55 |
|         | Tárgyak tulajdonságát fejezi-e ki az „egy” számnév? | 55 |
| 29. §   | A „monasz” és „egység" kifejezések sokértelműsége. E. Schröder azon meghatározása, mely szerint az egység a megszámlálandó tárgy, láthatóan céltalan. Az „egy” jelző nem tartalmaz semmi közelebbi meghatározást, nem fogható fel predikátumként. |    |
| 30. §   | Leibniz és Baumann meghatározási kísérletei nyomán az egység fogalma, úgy látszik, teljesen eltűnik. |    |
| 31. §   | Baumann szerint az ismertetőjegyek: osztatlanság és elhatároltság. Az egység Idáját nem mi fűzzük hozzá minden egyes objektumhoz (Locke). |    |
| 32. §   | A nyelv mégis mutat valamilyen összefüggést az osztatlansággal és elhatároltsággal, azonban más értelemben. |    |
| 33. §   | Az oszthatatlanság, mint ismertetőjegy (G. Köpp) nem tartható |    |
|         | Egyenlőek-e egymással az egységek? | 60 |
| 34. §   | Az egyenlőség, mint az „egység” név alapja. E. Schröder. Hobbes. Hume. Thomae. Ha elvonatkoztatunk a dolgok különbözőségétől, ezzel nem kapjuk meg a számosság fogalmát, és a dolgok sem lesznek ezáltal egyenlőek.                               |    |
| 35. §   | A különbözőség még szükséges is, ha sokaságról kell beszélnünk. Descartes. E. Schröder. St. Jevons. |    |
| 36. §   | Az egységek különbözőségének nézete is nehézségekbe ütközik. Különböző egységek St. Jevonsnál. |    |
| 37. §   | Locke, Leibniz, Hesse számmeghatározásai az egységről vagy az egyről. |    |
| 38. §   | Az „egy” tulajdonnév, az „egység” fogalomszó. A szám nem definiálható. egységekként. Az „és” és a + különbözősége. |    |
| 39. §   | Az „egység” többértelműsége fedi el annak nehézségét, hogy összebékítsük az egységek egyenlőségét és különbözőségét |    |
|         | Kísérletek a nehézség áthidalására | 67 |
| 40. §   | Tér és idő, mint a megkülönböztetés eszközei. Hobbes. Thomae. Ezzel szemben: Leibniz, Baumann, St. Jevons. |    |
| 41. §   | Nem érünk célhoz. |    |
| 42. §   | A sorozaton belüli hely mint a megkülönböztetés eszköze. Hankel tételezése. |    |
| 43. §   | Schrödeτ a tárgyakat az 1 jellel képezi le. |    |
|         | A nehézség megoldása | 72 |
| 45. §   | Visszapillantás. |    |
| 46. §   | A szám megadása egy fogalomról szóló kijelentést tartalmaz. Az az ellenvetés, mely szerint változatlan fogalom mellett a szám megváltozna. |    |
| 47. §   | A számmegadás tényszerűségét a fogalom objektivitása magyarázza. |    |
| 48. §   | Némely nehézségek feloldása. |    |
| 49. §   | Megerősítés Spinozánál. |    |
| 50. §   | E. Schröder fejtegetése. |    |
| 51. §   | Ennek helyesbítése. |    |
| 52. §   | Megerősítés egy német szófordulat által. |    |
| 53. §   | Különbség egy fogalom ismertetőjegyei és tulajdonságai között. Létezés és szám. |    |
| 54. §   | Egységnek egy számmegadás alanyát nevezhetjük. Az egység oszthatatlansága és elhatároltsága. Egyenlőség és megkülönböztethetőség |    |

### IV. fejezet
| IV. f. | A számosság fogalma | 80  |
|        | Minden egyes szám önálló tárgy | 80  |
| 55. §  | Kísérlet arra, hogy kiegészítsük Leibniznek az egyes számokra adott definícióit. |     |
| 56. §  | A megkísérelt definíciók használhatatlanok, mert olyan kijelentést magyaráznak, amelynek a szám csupán egy része.                                                                                                 |     |
| 57. §  | A számmegadás számok közötti egyenlőségként tekintendő. |     |
| 58. §  | Az az ellenvetés, hogy a szám nem képzelhető el önálló tárgyként. A szám egyáltalában elképzelhetetlen. |     |
| 60. §  | Még konkrét dolgok sem mindig elképzelhetőek. Ha egy szó jelentése után kérdezünk, akkor mondatban kell azt vizsgálnunk.                                                                                          |     |
| 61. §  | Ellenvetés: a számok nem térbeliek. Nem minden tárgy térbeli |     |
|        | Hogy a számosság fogalmához eljuthassunk, rögzítenünk kell a számegyenlőségek értelmét | 86  |
| 62. §  | Szükségünk van a számegyenlőség egy ismertetőjelére. |     |
| 63. §  | Ilyen [ismertetőjel] az egyértelmű hozzárendelés lehetősége. Az a logikai kétség, hogy így nem adunk-e egyre az esetre külön meghatározást az egyenIőségre.                                                       |     |
| 64. §  | Példák hasonló eljárásra: az irány, a síkok állása, a háromszögek alakja. |     |
| 65. §  | Kísérlet a definícióra. Egy második kétely: eleget teszünk-e az egyenlőség törvényeinek. |     |
| 66. §  | Harmadik kétely: az egyenlőség ismertetőjele nem elégséges. |     |
| 67. §  | A kiegészítés nem történhet úgy, hogy a fogalom ismertetőjegyeként azt a módot vesszük, ahogy egy tárgyat bevezetünk.                                                                                             |     |
| 68. §  | A számosság, mint fogalom terjedelme. |     |
| 69. §  | Magyarázat |     |
|        | Definíciónk kiegészítése és igazolása | 94  |
| 70. §  | A kapcsolatfogalom. |     |
| 71. §  | Hozzárendelés kapcsolatfogalom által. |     |
| 72. §  | A kölcsönösen egyértelmű kapcsolat. A számosság fogalma. |     |
| 73. §  | Az F fogalmat megillető számosság egyenlő azzal a számossággal, amely a G fogalmat megillett, ha van olyan kapcsolat, amely az F fogalom alá eső dolgokat kölcsönösen egyértelműen hozzárendeli a G alá esőekhez. |     |
| 74. §  | Nulla az a számosság, amely az „önmagával nem egyenlő” fogalmat megilleti. |     |
| 75. §  | Nulla számosság illeti meg azokat a fogalmakat, amelyek alá semmi nem esik. |     |
| 76. §  | Az „n a természetes számok sorozatában közvetlenül következik m-re” kifejezés meghatározása. |     |
| 77. §  | 1 az a számosság, amely a „0-val egyenlő” fogalmat megilleti. |     |
| 78. §  | Definíciónk segítségével bizonyítandó tételek. |     |
| 79. §  | A sorozaton belüli rákövetkezés definíciója. |     |
| 80. §  | Ide vonatkozó megjegyzések. A rákövetkezés objektivitása. |     |
| 81. §  | Az „x az y-nal végződő φ-sorozathoz tartozik” kifejezés definíciója. |     |
| 82. §  | Vázlatos bizonyítása annak, hogy a természetes számok sorozatában nincs utolsó tag. |     |
| 83. §  | A véges számosság definíciója. Nincs olyan véges számosság, amely a természetes számok sorozatában saját magára következne                                                                                        |     |
|        | Végtelen számosságok | 108 |
| 84. §  | A „véges számosság” fogalmat megillető számosság végtelen. |     |
| 85. §  | A Cantor-féle végtelen számosságok; „kardinális szám”. Eltérés a megnevezésben. |     |
| 86. §  | Cantor szukcesszív rákövetkezése és az én sorozatbeli-rákövetkezésem |     |

### V. fejezet
| IV. f.      | Befejezés | 110 |
| 87. §       | Az aritmetikai törvények természete. |     |
| 88. §       | Kant lebecsülő véleménye az analitikus ítéletekről.                                                                                     |     |
| 89. §       | Kant tétele, mely szerint „érzékiség nélkül nem volnának számunkra adott tárgyak”. Kant érdeme a matematikát illetően.                  |     |
| 90. §       | Az aritmetikai törvények analitikus természetének teljes kimutatásához még hiányzik egy hézagmentes következtetési lánc.                |     |
| 91. §       | Ennek a hiánynak a pótlása fogalomírásom segítségével lehetséges                                                                        |     |
|             | Másféle számok | 115 |
| 92. §       | A számok lehetségességének értelme Hankel szerint.                                                                                      |     |
| 93. §       | A számok sem a térben rajtunk kívül vannak, sem pedig szubjektívek.                                                                     |     |
| 94. §       | Egy fogalom ellentmondásmentessége nem biztosítja, hogy van, ami a fogalom alá esik, és önmagában is bizonyításra szorul.               |     |
| 95. §       | (c-b)-t nem tekinthetjük minden további nélkül olyan jelnek, ami megoldja a kivonás feladatát                                           |     |
| 96. §       | A matematikus sem alkothat bármit önkényesen                                                                                            |     |
| 97. §       | A fogalmakat meg kell különböztetni a tárgyaktól                                                                                        |     |
| 98. §       | Hankel meghatározása az összeadásra |     |
| 99. §       | A formális elmélet hiányosságai |     |
| 100. §      | A komplex számok kimutatásának azon kísérlete, hogy a szorzás jelentését sajátos módon értelmezik                                       |     |
| 101. §      | Egy ilyen kimutatás lehetősége nem közömbös a bizonyítás hordereje szempontjából                                                        |     |
| 102. §      | Annak puszta megkövetelése, hogy egy művelet végrehajtható legyen, nem kielégítése a követelménynek                                     |     |
| 103. §      | Kossak meghatározása a komplex számokra csak utalás egy definícióra, és nem kerüli el a különnemű belekeverését. A geometriai ábrázolás |     |
| 104. §      | Az a cél, hogy az új számokra is rögzítsük egy újrafelismerési ítélet értelmét                                                          |     |
| 105. §      | Az aritmetika vonzereje észjellegében rejlik                                                                                            |     |
| 106.-109. § | Visszapillantás | 124 |
|             | A Grundlagen kontextusai (a fordító utószava)                                                                                           | 129 |
|             | Irodalom | 154 |